# Sohnsia
Sohnsia là một chi thực vật có hoa trong họ Hòa thảo (Poaceae).

## Loài
Chi Sohnsia gồm các loài: